# 蘭格湖 (諾伊基希)
47°38′39″N 9°42′3″E / 47.64417°N 9.70083°E

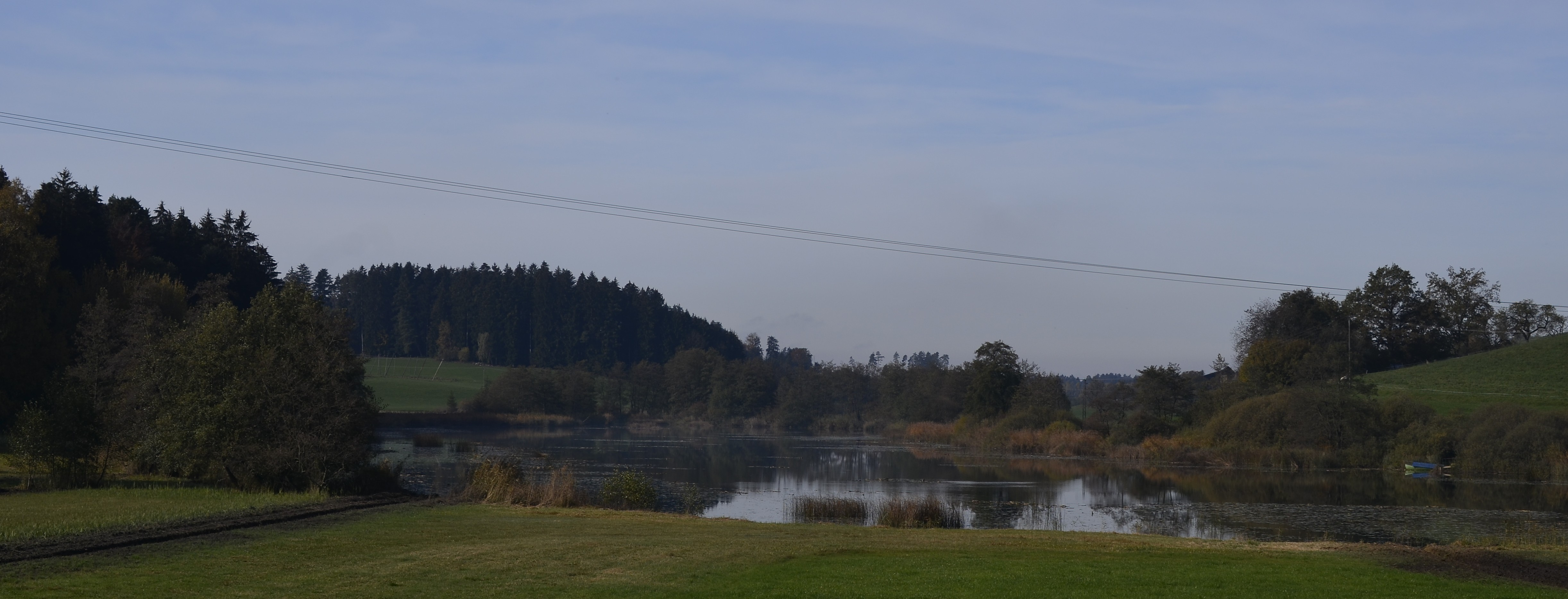

蘭格湖（德語：Langensee），是德國的湖泊，位於該國西南部，由巴登-符騰堡州負責管轄，處於諾伊基希，面積0.06平方公里，海拔高度541米，平均水深1.1米，最大水深1.4米，水體容量5.9萬立方米。